# Gobiopsis
Genre
Gobiopsis est un genre de poissons de la famille des Gobiidés (Gobiidae) natif de l'océan Indien et de l'océan Pacifique.

## Espèces
Il y a actuellement 15 espèces reconnues dans ce genre :
- Gobiopsis angustifrons Lachner & McKinney, 1978
- Gobiopsis arenaria (Snyder, 1908)
- Gobiopsis atrata (Griffin, 1933)
- Gobiopsis bravoi (Herre, 1940)
- Gobiopsis canalis Lachner & McKinney, 1978
- Gobiopsis exigua Lachner & McKinney, 1979
- Gobiopsis liolepis (Koumans, 1931)[1]
- Gobiopsis macrostoma Steindachner, 1861
- Gobiopsis malekulae (Herre, 1935)
- Gobiopsis namnas Shibukawa, 2010
- Gobiopsis pinto (J. L. B. Smith, 1947)
- Gobiopsis quinquecincta (H. M. Smith, 1931)
- Gobiopsis springeri Lachner & McKinney, 1979
- Gobiopsis uranophilus Prokofiev, 2016[2]
- Gobiopsis woodsi Lachner & McKinney, 1978